# بات لي (سياسي)
بات لي (بالإنجليزية: Pat Lee)‏ هو سياسي أيرلندي، ولد في 26 سبتمبر 1944. في الانتخابات العمومية الإيرلندية 1992 ‏، انتخب نائب دييل عن دائرة دبلن المركزية ‏ وقد انضم خلال فترته النيابية ‏ (29 يونيو 1989 – 5 نوفمبر 1992)  للكتلة البرلمانية فاين جايل.